# アル＝アフマディーヤ・モスク
アル＝アフマディーヤ・モスク（アラビア語: جامع الأحمدية）、別名アルアフマディーヤのモスク＝マドラサ（アラビア語: جامع ومدرسة الأحمدية  ）ないしアル＝マイダン・モスク（アラビア語: جامع الميدان  ）は、イラクのバグダッドにある歴史的なスンニ派イスラム教のモスクである。モスクは、アル＝ルサファ（Al-Rusafa）南部のアッ＝ラシード通りと、アル＝ムラディヤ・モスクの近くのアル・マイダン広場の東に所在する。
モスクは1796年に、イラク＝マムルーク朝の支配者スレイマン・パシャ大王の副官であるアフマド・パシャ・ア＝ルカタによって建てられた。ミナレットは後に彼の兄弟であるアブドラ・ブク（Abdullah Buk）によってマドラサと共に増築された。モスクの近くには、アッバース朝時代にさかのぼるモスクであるアル＝クラファ・モスク（Al-Khulafa Mosque）も所在する。
アル＝アフマディーヤ・モスクの面積は約2,600平方メートル (28,000 sq ft) であり、モスクの中では、廊下の正面に広い礼拝スペースがあります。左側には夏向きの礼拝室があり、その上にタイル（クァシャニ（Qashani）で作られた直径11mの高いドームが聳える。ドーム南方にはミナレットがあり、壁にはモスクの庭に埋葬されている書道家スフヤン・アル＝ワフビが1850年に書いたクルアーンの碑文が描かれている。2010年に修復され、ワクフ・アッ＝スンナ（Waqf al-Sunna）の閣僚会議が開催された。

## ギャラリー

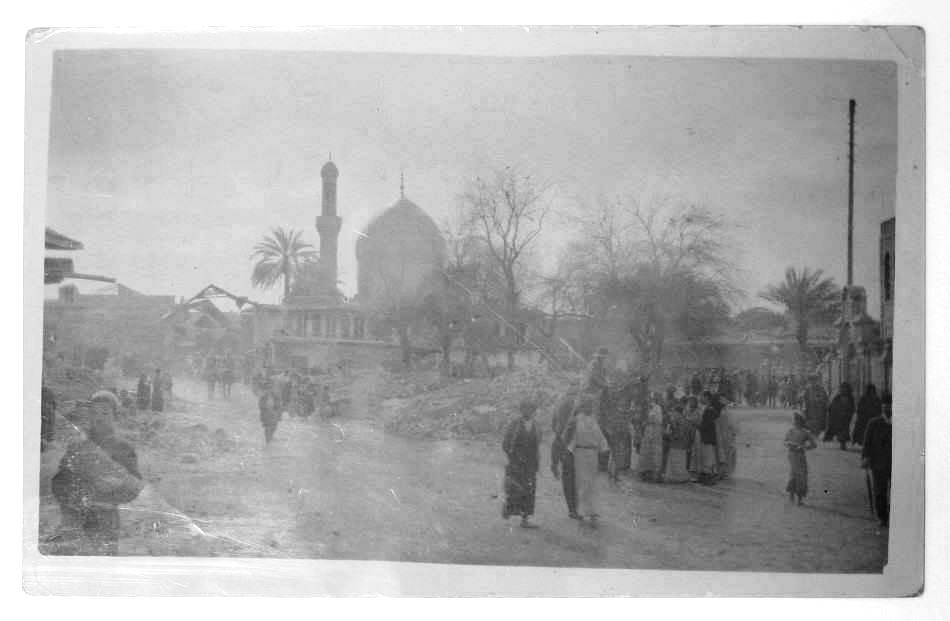
1917年時のモスクと近辺の通り。